# Miriquidica
Miriquidica Hertel & Rambold (dziwlik) – rodzaj grzybów z rodziny misecznicowatych (Lecanoraceae). Ze względu na współżycie z glonami zaliczany jest do grupy porostów.

## Systematyka i nazewnictwo
Pozycja w klasyfikacji według Index Fungorum: Lecanoraceae, Lecanorales, Lecanoromycetidae, Lecanoromycetes, Pezizomycotina, Ascomycota, Fungi.
Nazwa polska według opracowania W. Fałtynowicza.

## Gatunki występujące w Polsce
- Miriquidica complanata (Körb.) Hertel & Rambold 1987 – dziwlik rozpłaszczony, misecznica rozplaszczona
- Miriquidica garovaglioi (Schaer.) Hertel & Rambold 1987 – dziwlik miedziany, krążniczka miedziana
- Miriquidica leucophaea (Flörke ex Rabenh.) Hertel & Rambold 1987 – dziwlik posępny, krążniczka posępna
- Miriquidica lulensis (Hellb.) Hertel & Rambold 1987 – dziwlik brodawkowaty, krążniczka brodawkowana
- Miriquidica nigroleprosa (Vain.) Hertel & Rambold 1987 – dziwlik czarniawy
- Miriquidica pycnocarpa (Körb.) M.P. Andreev 2004[3]– tzw. krążniczka otocznicowata

Nazwy naukowe na podstawie Index Fungorum.  Nazwy polskie według W. Fałtynowicza.